# Малшиці (Куявсько-Поморське воєводство)
Малшиці (пол. Małszyce) — село в Польщі, у гміні Цехоцин Ґолюбсько-Добжинського повіту Куявсько-Поморського воєводства.
Населення — 300 осіб (2011).
У 1975-1998 роках село належало до Торунського воєводства.

## Демографія
Демографічна структура станом на 31 березня 2011 року:
|          | Загалом | Допрацездатний вік | Працездатний вік | Постпрацездатний вік |
| -------- | ------- | ------------------ | ---------------- | -------------------- |
| Чоловіки | 144     | 39                 | 88               | 17                   |
| Жінки    | 156     | 47                 | 80               | 29                   |
| Разом    | 300     | 86                 | 168              | 46                   |